# Mindre marktyrann
Mindre marktyrann (Syrtidicola fluviatilis) är en fågel i familjen tyranner inom ordningen tättingar.

## Utseende
Mindre marktyrann är en liten ljusbrun tyrann. Undersidan är vitaktig och stjärten svart med vita yttre stjärtpennor. Den överlappar med liknande och ofta vanligare brinktyrannen, men är ljusare under, saknar både svart ögonstreck och ljust ögonbryn samt har svartvit stjärt, ej helbrun.

## Utbredning och systematik
Mindre marktyrann förekommer från sydöstra Colombia till östra Ecuador, östra Peru, norra Bolivia och sydvästra Amazonområdet i Brasilien. Den behandlas som monotypisk, det vill säga att den inte delas in i några underarter.

### Släktestillhörighet
Fågeln placeras traditionellt i släktet Muscisaxicola. Genetiska studier har dock visat att den är systerart till gulbrynad tyrann (Satrapa icterophrys). Den har därför lyfts ut i ett eget släkte, Syrtidicola.

## Levnadssätt
Mindre marktyrann hittas på flodstränder där den håller till just på marken eller sittande i låga buskar. Den flyger lätt upp och lågt utmed flodbanken och exponerar då sin tydliga svartvita stjärtteckning. Utanför häckningstid kan den vandra in i andra öppna miljöer, längre från vatten.

## Status
Arten har ett stort utbredningsområde och beståndet anses vara stabilt. Internationella naturvårdsunionen IUCN listar den därför som livskraftig (LC).